# Gejia
Gejia (kinesiska: 葛家, 葛家乡) är en socken i Kina. Den ligger i provinsen Hunan, i den södra delen av landet, omkring 50 kilometer öster om provinshuvudstaden Changsha. Antalet invånare är 16322. Befolkningen består av 7 835 kvinnor och 8 487 män. Barn under 15 år utgör 14,0 %, vuxna 15-64 år 70 %, och äldre över 65 år 14,0 %.
Genomsnittlig årsnederbörd är 2 133 millimeter. Den regnigaste månaden är maj, med i genomsnitt 370 mm nederbörd, och den torraste är oktober, med 50 mm nederbörd.